# Cyklokros Plzeň
Il Cyklokros Plzeň, conosciuto anche come Grand Prix Škoda, era una corsa in linea maschile e femminile di ciclocross che si svolgeva ogni ottobre a Plzeň, in Repubblica Ceca. Creata nel 1989 come gara maschile, fu aperta negli anni successivi anche alle categorie Under-23 e Juniores, nonché femminile Elite. L'ultima edizione si tenne nel 2012. 
Le edizioni maschili dal 1989 al 1996 furono inserite nel calendario del Superprestige, mentre dal 2009 al 2012 furono parte del programma della Coppa del mondo. La prova femminile fu invece parte del programma di Coppa dal 2011 al 2012.

## Albo d'oro

### Uomini Elite
Aggiornato all'edizione 2012.
| Anno    | Vincitore           | Secondo             | Terzo                 |
| ------- | ------------------- | ------------------- | --------------------- |
| 1989    | Danny De Bie        | Radomír Šimůnek sr. | Christiaan Hautekeete |
| 1990    | Danny De Bie        | Radomír Šimůnek sr. | Rudy Thielemans       |
| 1991    | Radomír Šimůnek sr. | Daniele Pontoni     | Pavel Elsnic          |
| 1992    | Pavel Elsnic        | Thomas Frischknecht | Daniele Pontoni       |
| 1993    | Marc Janssens       | Wim de Vos          | Beat Wabel            |
| 1994    | Radomír Šimůnek sr. | Marc Janssens       | Pavel Elsnic          |
| 1995    | Wim de Vos          | Luca Bramati        | Jiří Pospíšil         |
| 1996    | Mario De Clercq     | Marc Janssens       | Erwin Vervecken       |
| 1997-00 | non disputato       |                     |                       |
| 2001    | Jiří Pospíšil       | Václav Jezek        | Ondřej Lukeš          |
| 2002    | Ondřej Lukeš        | Kamil Ausbuher      | Ales Mudroch          |
| 2003    | non disputato       |                     |                       |
| 2004    | Zdeněk Mlynář       | Petr Dlask          | Radomír Šimůnek jr.   |
| 2005    | Petr Dlask          | Martin Bína         | Kamil Ausbuher        |
| 2006    | Zdeněk Mlynář       | Kamil Ausbuher      | Milan Barényi         |
| 2007    | Zdeněk Štybar       | Zdeněk Mlynář       | Radomír Šimůnek jr.   |
| 2008    | Martin Zlámalík     | Kamil Ausbuher      | David Kášek           |
| 2009    | Niels Albert        | Sven Nys            | Zdeněk Štybar         |
| 2010    | Zdeněk Štybar       | Kevin Pauwels       | Niels Albert          |
| 2011    | Sven Nys            | Kevin Pauwels       | Zdeněk Štybar         |
| 2012    | Niels Albert        | Klaas Vantornout    | Kevin Pauwels         |

### Donne Elite
Aggiornato all'edizione 2012.
| Anno | Vincitrice        | Seconda              | Terza              |
| ---- | ----------------- | -------------------- | ------------------ |
| 2005 | Jana Kyptová      | Lucie Nováková       | Lenka Ochmanová    |
| 2006 | Jana Kyptová      | Jitka Škarnitzlová   | Lucie Nováková     |
| 2007 | Pavla Havlíková   | Barbora Bohata       | Jitka Škarnitzlová |
| 2008 | Pavla Havlíková   | Jana Kyptová         | Jitka Škarnitzlová |
| 2009 | non disputato     |                      |                    |
| 2010 | Sanne van Paassen | Daphny van den Brand | Kateřina Nash      |
| 2011 | Katie Compton     | Sanne van Paassen    | Kateřina Nash      |
| 2012 | Katie Compton     | Helen Wyman          | Nikki Harris       |

### Uomini Under-23
| Anno | Vincitore      | Secondo       | Terzo                  |
| ---- | -------------- | ------------- | ---------------------- |
| 2012 | Wietse Bosmans | Wout Van Aert | Michael Vanthourenhout |

### Uomini Juniores
| Anno | Vincitore            | Secondo         | Terzo      |
| ---- | -------------------- | --------------- | ---------- |
| 2012 | Mathieu van der Poel | Quinten Hermans | Logan Owen |